# 東林書院

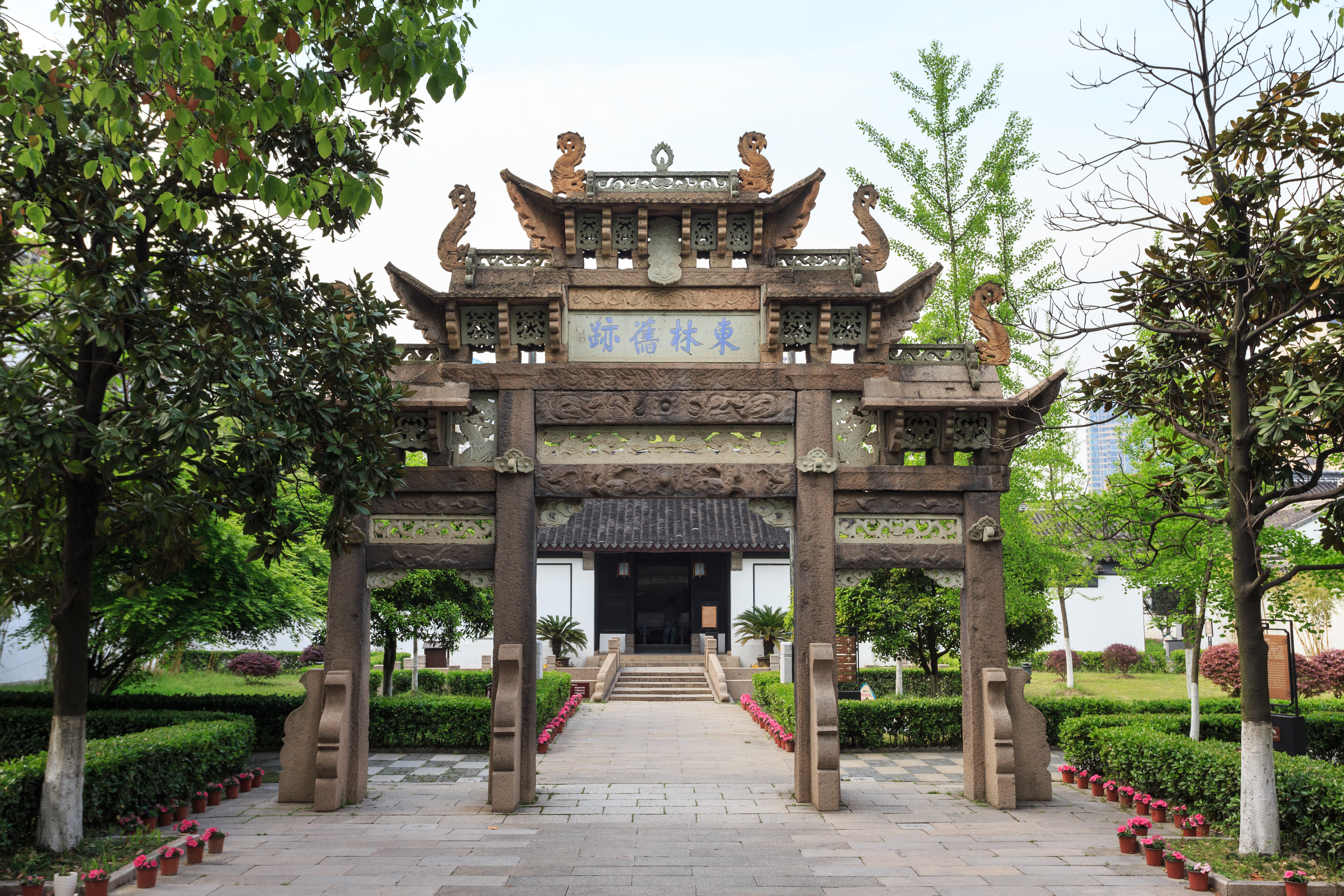
東林書院の石牌坊

東林書院（とうりんしょいん）は、北宋以後の中国に存在した私学校（書院）の一つ。

## 概略
北宋末から南宋初の儒学者である楊時が無錫県（現在の江蘇省無錫市）に18年間（1111年 - 1129年）逗留し、程顥・程頤の学問を講じるために設けたのが東林書院の起源である。その後この学校は廃止された。
明の万暦年間に皇帝の意に逆らい更迭された顧憲成が故郷の無錫に帰り、高攀龍などの地方名士の援助を得て1604年に東林書院を復興させた。校地6畝、校庭10畝の広さで石牌坊、儀門、麗澤堂、依庸堂、燕居廟、道南祠を建て、書院の東に楊時を祀る。楊時の号にちなみ亀山書院とも呼ばれた。
“風聲雨聲讀書聲，聲聲入耳。家事國事天下事，事事關心。”という掲示で建学の精神、顧憲成の政治的関心を表し、依庸堂では、1年に1回（一大会）、1ヶ月に1回（一小会）というペースでそれぞれ3日間の講学が催された。東林書院は学問の中心地であるとともに、反政府的傾向を持つ知識人を周囲に集めるようになり、顧憲成・顧允成・高攀龍・安希範・劉元珍・銭一本・薛敷教・葉茂才といったいわゆる「東林八君子」を有名にするが、朝廷内で魏忠賢が権力を握ると権力闘争に巻きこまれ東林党が排斥されると、書院の存在自体が問題視され、天啓5年（1625年）に全国書院の取り壊しの詔が発せられ、東林書院は依庸堂などが壊されることとなる。崇禎帝が即位すると東林党は復権され、東林書院の修復が命じられる。
清に代わった頃には昔の勢いはなく、北京に分院としてできた首善学院に人気が移っていたが、順治・康熙・乾隆年間には全面改築が行われた。1947年に無錫市の名士が出資して晩翠山房、依庸堂、再得草廬、来復斎、心鑒斎、小辨斎、時雨斎、南国杏壇、三公祠、東林報功祠などを修築。1982年に無錫市人民政府がさらに修理を進め、2002年にも石牌坊、儀門、麗澤堂、依庸堂、燕居廟、道南祠に大改修を実施し、中華人民共和国全国重点文物保護単位に指定されている。